# Anil Gurung
Anil Gurung (Pokhara, 23 september 1988) Is een Nepalees die als aanvaller speelt bij de Indiase voetbalclub Shillong Lajong FC die uitkomt in de I-League de hoogste voetbaldivisie van India.

## Carrière
In zijn eigen land speelde Anil voor Brigade Boys Club, Three Star Club, New Road Team en Manang Marsyangdi. Hij bewees zich bij deze clubs door in totaal 32 goals te scoren en hij werd in 2009 topscorer van de Martyr's Memorial A-Division League de hoogste voetbaldivisie van Nepal. Hij kreeg een uitnodiging door de Engelse grootmacht Chelsea FC om voor de reserves te komen spelen en om later wellicht door te breken in de hoofdmacht. Daar slaagde hij niet in en in oktober 2009 tekende hij een contract bij Shillong Lajong FC.

## Cluboverzicht
| seizoen | club               | land           | competitie                          | wed. | goals |
| ------- | ------------------ | -------------- | ----------------------------------- | ---- | ----- |
| 2004/05 | Brigade Boys Clubl | Vlag van Nepal | Martyr's Memorial A-Division League | ?    | ?     |
| 2005/06 | Three Star Club    | Vlag van Nepal | Martyr's Memorial A-Division League | ?    | ?     |
| 2006/07 | New Road Team      | Vlag van Nepal | Martyr's Memorial A-Division League | ?    | ?     |
| 2007/08 | Manang Marsyangdi  | Vlag van Nepal | Martyr's Memorial A-Division League | ?    | ?     |
| 2008/09 | Manang Marsyangdi  | Vlag van Nepal | Martyr's Memorial A-Division League | ?    | ?     |
| 2009/10 | Shillong Lajong FC | Vlag van India | I-League                            | ?    | ?     |
| 2010/11 | Shillong Lajong FC | Vlag van India | I-League                            | ?    | ?     |
| Totaal  |                    |                |                                     | 12   | 3     |